# Дискография синглов Тейлор Свифт
Американская певица Тейлор Свифт выпустила 59 синглов в качестве ведущей исполнительницы, 8 синглов в качестве приглашённого исполнителя и 40 промосинглов. К декабрю 2016 года она продала более 150 млн синглов по всему миру. Пао данным Американской ассоциации звукозаписывающих компаний (RIAA), по состоянию на июль 2023 года цифровые синглы Свифт достигли показателя в 137,5 млн сертифицированных единиц, рассчитанных на основе продаж и потокового вещания по требованию. В американском хит-параде Billboard Hot 100 по состоянию на июль 2023 года Свифт является женщиной-музыкантом с наибольшим количеством песен в чартах (212), наибольшим количеством песен в топ-40 (119), наибольшим количеством песен в топ-20 (73), наибольшим количеством песен в топ-10 (42), наибольшим количеством дебютов под первым номером (5), наибольшим количеством дебютов в топ-5 (16), наибольшим количеством дебютов в топ-10 (31), наибольшим количеством дебютов в топ-20 (59) и наибольшим количеством дебютов в топ-40 (97).
Ведущий сингл дебютного альбома Свифт 2006 года с собственным названием «Tim McGraw» стал ее первым синглом в чарте Billboard Hot 100. Ее второй студийный альбом Fearless (2008) принес два международных сингла из топ-10 — «Love Story» (первый сингл № 1 в Австралии) и «You Belong with Me». Ее третий студийный альбом Speak Now включил синглы из топ-10 в США «Mine» и «Back to December». Следующие альбомы Свифт — Red (2012), 1989 (2014), Reputation (2017) — принесли серию синглов номер один: «We Are Never Ever Getting Back Together» (ее первый номер в Billboard Hot 100), «Shake It Off», «Blank Space», «Bad Blood» и «Look What You Made Me Do» (ее первый номер в Ирландии и Великобритании). В альбомах были и другие синглы из первой десятки: «I Knew You Were Trouble», «Style», «Wildest Dreams» и «…Ready for It?».
Седьмой студийный альбом Свифт Lover (2019) был поддержан четырьмя синглами, вошедшими в топ-10 Billboard Hot 100: «Me!», «You Need to Calm Down», «Lover» и «Cruel Summer». С восьмым студийным альбомом Folklore (2020 год) и его лид-синглом «Cardigan» Свифт стала первой исполнительницей, дебютировавшей на вершине Billboard 200 и Hot 100 в одну и ту же неделю; она достигла этой цели еще трижды: с песнями «Willow» из Evermore (2020 г.), «All Too Well (10 Minute Version)» — самой длинной по продолжительности песней, достигшей первого места — из Red (Taylor’s Version) (2021 год) и «Anti-Hero» из Midnights (2022 год). В течение одной недели в чарт Billboard Hot 100 с альбома Red (Taylor’s Version) попало 26 композиций, что стало рекордом по количеству одновременных включений в чарт для женщин. С альбомом Midnights Свифт стала первой исполнительницей, монополизировавшей всю первую десятку Billboard Hot 100.

## Синглы (как основной артист)

### 2000-е
| Название                                                                         | Год  | Высшая позиция в чартах | Высшая позиция в чартах | Высшая позиция в чартах | Высшая позиция в чартах | Высшая позиция в чартах | Высшая позиция в чартах | Высшая позиция в чартах | Высшая позиция в чартах | Высшая позиция в чартах | Высшая позиция в чартах | Сертификации | Альбом       |
| Название                                                                         | Год  | US                      | AUS                     | AUT                     | CAN                     | GER                     | IRE                     | JPN                     | NZ                      | SWI                     | UK                      | Сертификации | Альбом       |
| -------------------------------------------------------------------------------- | ---- | ----------------------- | ----------------------- | ----------------------- | ----------------------- | ----------------------- | ----------------------- | ----------------------- | ----------------------- | ----------------------- | ----------------------- | --- | ------------ |
| «Tim McGraw»                                                                     | 2006 | 40                      | —                       | —                       | —                       | —                       | —                       | —                       | —                       | —                       | —                       | - RIAA: 2× Платина | Taylor Swift |
| «Teardrops on My Guitar»                                                         | 2007 | 13                      | —                       | —                       | 45                      | —                       | —                       | —                       | —                       | —                       | 51                      | - RIAA: 3× Платина - BPI: Серебро - MC: Платина                                                                                            | Taylor Swift |
| «Our Song»                                                                       | 2007 | 16                      | —                       | —                       | 30                      | —                       | —                       | —                       | —                       | —                       | —                       | - RIAA: 4× Платина - BPI: Серебро - MC: Платина                                                                                            | Taylor Swift |
| «Picture to Burn»                                                                | 2008 | 28                      | —                       | —                       | 48                      | —                       | —                       | —                       | —                       | —                       | —                       | - RIAA: 2× Платина - MC: Золото | Taylor Swift |
| «Should’ve Said No»                                                              | 2008 | 33                      | —                       | —                       | 67                      | —                       | —                       | —                       | 18                      | —                       | —                       | - RIAA: Платина | Taylor Swift |
| «Love Story»                                                                     | 2008 | 4                       | 1                       | 30                      | 4                       | 22                      | 3                       | 3                       | 3                       | 50                      | 2                       | - RIAA: 8× Платина - ARIA: 10× Платина - BPI: 3× Платина - BPI: 3× Платина - BVMI: Платина - MC: 2× Платина - RIAJ: Золото - RMNZ: Платина | Fearless     |
| «White Horse»                                                                    | 2008 | 13                      | 41                      | —                       | 43                      | —                       | —                       | —                       | —                       | —                       | 60                      | - RIAA: 2× Платина - ARIA: Золото - MC: Золото                                                                                             | Fearless     |
| «You Belong with Me»                                                             | 2009 | 2                       | 5                       | —                       | 3                       | —                       | 12                      | 10                      | 5                       | 58                      | 30                      | - RIAA: 7× Платина - ARIA: 4× Платина - BPI: Платина - MC: 2× Платина - RIAJ: Платина - RMNZ: Платина                                      | Fearless     |
| «Fifteen»                                                                        | 2009 | 23                      | 48                      | —                       | 19                      | —                       | —                       | —                       | —                       | —                       | —                       | - RIAA: 2× Платина - MC: Золото | Fearless     |
| Знак «—» обозначает, что сингл не вошёл в чарт или не был издан в данной стране. |      |                         |                         |                         |                         |                         |                         |                         |                         |                         |                         | |              |

### 2010-е
| Название                                                                         | Год  | Высшая позиция в чартах | Высшая позиция в чартах | Высшая позиция в чартах | Высшая позиция в чартах | Высшая позиция в чартах | Высшая позиция в чартах | Высшая позиция в чартах | Высшая позиция в чартах | Высшая позиция в чартах | Высшая позиция в чартах | Сертификация | Альбом                                                  |
| Название                                                                         | Год  | US                      | AUS                     | AUT                     | CAN                     | GER                     | IRE                     | JPN                     | NZ                      | SWI                     | UK                      | Сертификация | Альбом                                                  |
| -------------------------------------------------------------------------------- | ---- | ----------------------- | ----------------------- | ----------------------- | ----------------------- | ----------------------- | ----------------------- | ----------------------- | ----------------------- | ----------------------- | ----------------------- | --- | ------------------------------------------------------- |
| «Fearless»                                                                       | 2010 | 9                       | —                       | —                       | 69                      | —                       | —                       | —                       | —                       | —                       | 111                     | - RIAA: Платина | Fearless                                                |
| «Today Was a Fairytale»                                                          | 2010 | 2                       | 3                       | —                       | 1                       | —                       | 41                      | 63                      | 29                      | —                       | 57                      | - RIAA: Платина - ARIA: Платина | Valentine’s Day                                         |
| «Mine»                                                                           | 2010 | 3                       | 9                       | —                       | 7                       | —                       | 38                      | 6                       | 16                      | 46                      | 30                      | - RIAA: 3× Платина - ARIA: 3× Платина - BPI: Серебро - MC: Золото - RIAJ: Золото - RMNZ: Золото                                                                    | Speak Now                                               |
| «Back to December»                                                               | 2010 | 6                       | 26                      | —                       | 7                       | —                       | —                       | —                       | 24                      | —                       | —                       | - RIAA: 2× Платина - ARIA: Платина - BPI: Серебро - MC: Золото | Speak Now                                               |
| «Mean»                                                                           | 2011 | 11                      | 45                      | —                       | 10                      | —                       | —                       | —                       | —                       | —                       | —                       | - RIAA: 3× Платина - ARIA: 2× Платина - BPI: Серебро - MC: Золото                                                                                                  | Speak Now                                               |
| «The Story of Us»                                                                | 2011 | 41                      | —                       | —                       | 70                      | —                       | —                       | —                       | —                       | —                       | —                       | - RIAA: Платина - ARIA: Платина | Speak Now                                               |
| «Sparks Fly»                                                                     | 2011 | 17                      | 97                      | —                       | 28                      | —                       | —                       | —                       | —                       | —                       | —                       | - RIAA: Платина - ARIA: Платина | Speak Now                                               |
| «Ours»                                                                           | 2011 | 13                      | 91                      | —                       | 68                      | —                       | —                       | —                       | —                       | —                       | 181                     | - RIAA: Платина - ARIA: Золото | Speak Now                                               |
| «Eyes Open»                                                                      | 2012 | 19                      | 47                      | —                       | 17                      | —                       | 65                      | —                       | 6                       | —                       | 70                      | - RIAA: Платина - RMNZ: Золото | The Hunger Games: Songs from District 12 and Beyond     |
| «We Are Never Ever Getting Back Together»                                        | 2012 | 1                       | 3                       | 22                      | 1                       | 21                      | 4                       | 2                       | 1                       | 21                      | 4                       | - RIAA: 6× Платина - ARIA: 5× Платина - BPI: 2× Платина - BVMI: Платина - RIAJ: Million - MC: Золото - RMNZ: 2× Платина                                            | Red                                                     |
| «Ronan»                                                                          | 2012 | 16                      | —                       | —                       | —                       | —                       | —                       | —                       | —                       | —                       | —                       | - RIAA: Gold | Благотворительный сингл                                 |
| «Begin Again»                                                                    | 2012 | 7                       | 20                      | —                       | 4                       | —                       | 25                      | —                       | 11                      | —                       | 30                      | - RIAA: Платина - MC: Золото | Red                                                     |
| «I Knew You Were Trouble»                                                        | 2012 | 2                       | 3                       | 6                       | 2                       | 9                       | 4                       | 51                      | 3                       | 8                       | 2                       | - RIAA: 7× Платина - ARIA: 6× Платина - BPI: 2× Платина - BVMI: Платина - IFPI AUT: Золото - IFPI SWI: Платина - MC: 5× Платина - RIAJ: Золото - RMNZ: 2× Платина  | Red                                                     |
| «22»                                                                             | 2013 | 20                      | 21                      | —                       | 20                      | —                       | 12                      | 53                      | 23                      | —                       | 9                       | - RIAA: 3× Платина - ARIA: 2× Платина - BPI: Платина - MC: Платина - RIAJ: Золото - RMNZ: Золото                                                                   | Red                                                     |
| «Highway Don’t Care» (Тим Макгро с Тейлор Свифт при участии Keith Urban)         | 2013 | 22                      | 73                      | —                       | 21                      | —                       | —                       | —                       | —                       | —                       | —                       | - RIAA: 3× Платина | Two Lanes of Freedom                                    |
| «Red»                                                                            | 2013 | 6                       | 30                      | —                       | 5                       | —                       | 25                      | 43                      | 14                      | —                       | 26                      | - RIAA: 2× Платина - ARIA: Золото - BPI: Серебро | Red                                                     |
| «Everything Has Changed» (при участии Эда Ширана)                                | 2013 | 32                      | 28                      | —                       | 28                      | —                       | 5                       | —                       | 22                      | —                       | 7                       | - RIAA: 2× Платина - ARIA: Платина - BPI: Платина - RMNZ: Золото                                                                                                   | Red                                                     |
| «The Last Time» (при участии Gary Lightbody)                                     | 2013 | —                       | —                       | —                       | 73                      | —                       | 15                      | —                       | —                       | —                       | 25                      | | Red                                                     |
| «Shake It Off»                                                                   | 2014 | 1                       | 1                       | 6                       | 1                       | 5                       | 3                       | 4                       | 1                       | 7                       | 2                       | - RIAA: Diamond - ARIA: 13× Платина - BPI: 4× Платина - BVMI: Золото - IFPI AUT: Золото - IFPI SWI: Платина - MC: 6× Платина - RIAJ: 3× Платина - RMNZ: 5× Платина | 1989                                                    |
| «Blank Space»                                                                    | 2014 | 1                       | 1                       | 6                       | 1                       | 9                       | 4                       | 45                      | 2                       | 12                      | 4                       | - RIAA: 8× Платина - ARIA: 8× Платина - BPI: 3× Платина - BVMI: Золото - IFPI SWI: Золото - MC: 4× Платина - RIAJ: Золото - RMNZ: 4× Платина                       | 1989                                                    |
| «Style»                                                                          | 2015 | 6                       | 8                       | 28                      | 6                       | 76                      | 38                      | 53                      | 11                      | —                       | 21                      | - RIAA: 3× Платина - ARIA: 2× Платина - BPI: Платина - MC: 3× Платина - RMNZ: 2× Платина                                                                           | 1989                                                    |
| «Bad Blood» (сольно или при участии Kendrick Lamar)                              | 2015 | 1                       | 1                       | 22                      | 1                       | 29                      | 8                       | 20                      | 1                       | 28                      | 4                       | - RIAA: 6× Платина - ARIA: 3× Платина - BPI: Платина - BVMI: Золото - MC: 3× Платина - RMNZ: Золото                                                                | 1989                                                    |
| «Wildest Dreams»                                                                 | 2015 | 5                       | 3                       | 21                      | 4                       | 51                      | 39                      | —                       | 8                       | 53                      | 40                      | - RIAA: 4× Платина - ARIA: 2× Платина - BPI: Платина - BVMI: Золото - MC: Платина - RMNZ: Золото                                                                   | 1989                                                    |
| «Out of the Woods»                                                               | 2016 | 18                      | 19                      | 64                      | 8                       | —                       | —                       | —                       | 6                       | —                       | 136                     | - RIAA: Платина - ARIA: Золото - BPI: Серебро - MC: Золото | 1989                                                    |
| «New Romantics»                                                                  | 2016 | 46                      | 35                      | —                       | 58                      | —                       | —                       | 90                      | —                       | —                       | 132                     | - RIAA: Золото - ARIA: Золото - BPI: Серебро | 1989                                                    |
| «I Don’t Wanna Live Forever» (с Zayn)                                            | 2016 | 2                       | 3                       | 2                       | 2                       | 2                       | 4                       | —                       | 4                       | 2                       | 5                       | - RIAA: 4× Платина - ARIA: 7× Платина - BPI: Платина - BVMI: 3× Золото - MC: 7× Платина - RMNZ: Платина                                                            | Fifty Shades Darker: Original Motion Picture Soundtrack |
| «Look What You Made Me Do»                                                       | 2017 | 1                       | 1                       | 2                       | 1                       | 3                       | 1                       | 7                       | 1                       | 6                       | 1                       | - RIAA: 4× Платина - ARIA: 4× Платина - BPI: Платина - BVMI: Золото - MC: 3× Платина - RMNZ: Золото                                                                | Reputation                                              |
| «...Ready for It?»                                                               | 2017 | 4                       | 3                       | 26                      | 7                       | 47                      | 12                      | —                       | 9                       | 41                      | 7                       | - RIAA: 2× Платина - ARIA: 2× Платина - BPI: Платина - MC: 2× Платина                                                                                              | Reputation                                              |
| «End Game» (при участии Эда Ширана и Фьючера)                                    | 2017 | 18                      | 36                      | —                       | 11                      | —                       | 68                      | —                       | —                       | —                       | 49                      | - RIAA: Платина - ARIA: Платина - BPI: Серебро - MC: Платина | Reputation                                              |
| «New Year’s Day»                                                                 | 2017 | —                       | —                       | —                       | —                       | —                       | —                       | —                       | —                       | —                       | —                       | | Reputation                                              |
| «Delicate»                                                                       | 2018 | 12                      | 28                      | 70                      | 20                      | —                       | 31                      | —                       | 33                      | 88                      | 45                      | - RIAA: 2× Платина - ARIA: Платина - BPI: Платина | Reputation                                              |
| «Getaway Car»                                                                    | 2018 | —                       | —                       | —                       | —                       | —                       | —                       | —                       | —                       | —                       | —                       | - ARIA: Платина - BPI: Серебро | Reputation                                              |
| «Me!» (при участии Brendon Urie из Panic! at the Disco)                          | 2019 | 2                       | 2                       | 7                       | 2                       | 12                      | 5                       | 6                       | 3                       | 12                      | 3                       | - RIAA: 2× Платина - ARIA: 3× Платина - BPI: Платина - BVMI: Золото - IFPI AUT: Золото - MC: Платина - RMNZ: Золото                                                | Lover                                                   |
| «You Need to Calm Down»                                                          | 2019 | 2                       | 3                       | 21                      | 4                       | 36                      | 5                       | 23                      | 5                       | 22                      | 5                       | - RIAA: 3× Платина - ARIA: 3× Платина - BPI: Платина - IFPI AUT: Золото - RMNZ: Золото                                                                             | Lover                                                   |
| «Lover»                                                                          | 2019 | 10                      | 3                       | 47                      | 7                       | 61                      | 9                       | 76                      | 3                       | 52                      | 14                      | - RIAA: 2× Платина - ARIA: 2× Платина - BPI: Платина - MC: 3× Платина - RMNZ: 2× Платина                                                                           | Lover                                                   |
| «Christmas Tree Farm»                                                            | 2019 | 59                      | 96                      | 50                      | 55                      | 60                      | 51                      | —                       | —                       | 99                      | 44                      | - BPI: Серебро | Неальбомный сингл                                       |
| Знак «—» обозначает, что сингл не вошёл в чарт или не был издан в данной стране. |      |                         |                         |                         |                         |                         |                         |                         |                         |                         |                         | |                                                         |

### 2020-е
| Название                                                                         | Год  | Высшие позиции в чартах | Высшие позиции в чартах | Высшие позиции в чартах | Высшие позиции в чартах | Высшие позиции в чартах | Высшие позиции в чартах | Высшие позиции в чартах | Высшие позиции в чартах | Высшие позиции в чартах | Высшие позиции в чартах | Сертификация | Альбом                      |
| Название                                                                         | Год  | US                      | AUS                     | AUT                     | CAN                     | GER                     | IRE                     | NZ                      | SWI                     | UK                      | WW                      | Сертификация | Альбом                      |
| -------------------------------------------------------------------------------- | ---- | ----------------------- | ----------------------- | ----------------------- | ----------------------- | ----------------------- | ----------------------- | ----------------------- | ----------------------- | ----------------------- | ----------------------- | --- | --------------------------- |
| «The Man»                                                                        | 2020 | 23                      | 17                      | 66                      | 21                      | —                       | 16                      | 15                      | 80                      | 21                      | —                       | - RIAA: Платина - ARIA: Платина - BPI: Золото                                                                               | Lover                       |
| «Cardigan»                                                                       | 2020 | 1                       | 1                       | 46                      | 3                       | 67                      | 4                       | 2                       | 51                      | 6                       | 77                      | - RIAA: Платина - BPI: Платина - MC: 2× Платина - RMNZ: Платина                                                             | Folklore                    |
| «Exile» (при участии Bon Iver)                                                   | 2020 | 6                       | 3                       | 56                      | 6                       | —                       | 3                       | 5                       | 48                      | 8                       | 133                     | - RIAA: Платина - BPI: Золото - MC: 2× Платина                                                                              | Folklore                    |
| «Betty»                                                                          | 2020 | 42                      | 22                      | —                       | 32                      | —                       | 88                      | —                       | —                       | —                       | 180                     | - BPI: Серебро - MC: Золото                                                                                                 | Folklore                    |
| «Willow»                                                                         | 2020 | 1                       | 1                       | 30                      | 1                       | 46                      | 3                       | 3                       | 21                      | 3                       | 2                       | - RIAA: Платина - ARIA: Платина - BPI: Платина - MC: Платина                                                                | Evermore                    |
| «No Body, No Crime» (при участии Haim)                                           | 2021 | 34                      | 16                      | —                       | 11                      | —                       | 11                      | 29                      | —                       | 19                      | 16                      | - BPI: Серебро | Evermore                    |
| «Coney Island» (при участии the National)                                        | 2021 | 63                      | 42                      | —                       | 31                      | —                       | —                       | —                       | —                       | —                       | 45                      | | Evermore                    |
| «Love Story (Taylor’s Version)»                                                  | 2021 | 11                      | 21                      | —                       | 7                       | —                       | 7                       | 18                      | —                       | 12                      | 7                       | - BPI: Silver | Fearless (Taylor’s Version) |
| «I Bet You Think About Me» (при участии Криса Стэплтона)                         | 2021 | 22                      | 43                      | —                       | 17                      | —                       | —                       | —                       | —                       | —                       | 22                      | | Red (Taylor’s Version)      |
| «Message in a Bottle»                                                            | 2021 | 45                      | 33                      | —                       | 32                      | —                       | —                       | —                       | —                       | —                       | 50                      | | Red (Taylor’s Version)      |
| «Anti-Hero»                                                                      | 2022 | 1                       | 1                       | 6                       | 1                       | 7                       | 1                       | 1                       | 6                       | 1                       | 1                       | - ARIA: Платина - BPI: 2× Платина - BVMI: Золото - IFPI AUT: Золото - IFPI SWI: Платина - MC: 2× Платина - RMNZ: 2× Платина | Midnights                   |
| «Lavender Haze»                                                                  | 2022 | 2                       | 2                       | 15                      | 2                       | 71                      | 2                       | 2                       | 18                      | 3                       | 2                       | - ARIA: Золото - BPI: Золото - MC: Платина - RMNZ: Золото                                                                   | Midnights                   |
| «Karma» (сольно или при участии Ice Spice)                                       | 2023 | 2                       | 2                       | —                       | 4                       | —                       | 8                       | 9                       | —                       | 12                      | 6                       | - MC: Платина - RMNZ: Золото                                                                                                | Midnights                   |
| «Cruel Summer»                                                                   | 2023 | 1                       | 2                       | 24                      | 1                       | 26                      | 12                      | 3                       | 23                      | 2                       | 2                       | - BPI: Платина - RMNZ: 2× Платина                                                                                           | Lover                       |
| Знак «—» обозначает, что сингл не вошёл в чарт или не был издан в данной стране. |      |                         |                         |                         |                         |                         |                         |                         |                         |                         |                         | |                             |

## Участие в синглах других музыкантов
| Название                                                                          | Год  | Высшая пози ция в чарте | Высшая пози ция в чарте | Высшая пози ция в чарте | Высшая пози ция в чарте | Высшая пози ция в чарте | Высшая пози ция в чарте | Высшая пози ция в чарте | Высшая пози ция в чарте | Высшая пози ция в чарте | Высшая пози ция в чарте | Сертификации                                   | Альбом                                    |
| Название                                                                          | Год  | US                      | AUS                     | AUT                     | CAN                     | GER                     | IRE                     | NZ                      | SWI                     | UK                      | WW                      | Сертификации                                   | Альбом                                    |
| --------------------------------------------------------------------------------- | ---- | ----------------------- | ----------------------- | ----------------------- | ----------------------- | ----------------------- | ----------------------- | ----------------------- | ----------------------- | ----------------------- | ----------------------- | ---------------------------------------------- | ----------------------------------------- |
| «God Bless the Children» (Wayne Warner and the Nashville All-Star Choir)          | 2006 | —                       | —                       | —                       | —                       | —                       | —                       | —                       | —                       | —                       | —                       |                                                | Turbo Twang’n                             |
| «Two Is Better Than One» (Boys Like Girls при участии Тейлор Свифт)               | 2009 | 18                      | —                       | —                       | 18                      | —                       | —                       | —                       | —                       | —                       | —                       | - RIAA: Платина                                | Love Drunk                                |
| «Half of My Heart» (Джон Мейер при участии Тейлор Свифт)                          | 2010 | 25                      | 71                      | —                       | 53                      | —                       | —                       | —                       | —                       | —                       | —                       | - RIAA: Платина - ARIA: Золото                 | Battle Studies                            |
| «Both of Us» (B.o.B при участии Тейлор Свифт)                                     | 2012 | 18                      | 5                       | —                       | 23                      | —                       | 26                      | 10                      | —                       | 22                      | —                       | - RIAA: Платина - ARIA: Платина - RMNZ: Золото | Strange Clouds                            |
| «Babe» (Sugarland при участии Тейлор Свифт)                                       | 2018 | 72                      | —                       | —                       | 94                      | —                       | —                       | —                       | —                       | —                       | —                       |                                                | Bigger                                    |
| «Gasoline» (Haim при участии Тейлор Свифт)                                        | 2021 | —                       | —                       | —                       | —                       | —                       | —                       | —                       | —                       | —                       | —                       |                                                | Women in Music Pt. III (expanded edition) |
| «Renegade» (Big Red Machine при участии Тейлор Свифт)                             | 2021 | 73                      | 70                      | —                       | 58                      | —                       | 53                      | —                       | —                       | 73                      | 96                      |                                                | How Long Do You Think It's Gonna Last?    |
| «The Joker and the Queen» (Эд Ширан при участии Тейлор Свифт)                     | 2022 | 21                      | —                       | 35                      | 12                      | 37                      | —                       | 26                      | 19                      | —                       | 10                      |                                                | =                                         |
| «The Alcott» (The National при участии Тейлор Свифт)                              | 2023 | —                       | —                       | —                       | —                       | —                       | 63                      | —                       | —                       | 90                      | —                       |                                                | First Two Pages of Frankenstein           |
| Знак «—» обозначает, что песня не вошла в чарт или не была издан в данной стране. |      |                         |                         |                         |                         |                         |                         |                         |                         |                         |                         |                                                |                                           |

## Промосинглы

### Промосинглы
| Название                                                                         | Год  | Высшие позиции в чартах | Высшие позиции в чартах | Высшие позиции в чартах | Высшие позиции в чартах | Высшие позиции в чартах | Высшие позиции в чартах | Высшие позиции в чартах | Альбом                    |
| Название                                                                         | Год  | US                      | US Country              | AU                      | CAN                     | IE                      | NZ                      | GB                      | Альбом                    |
| -------------------------------------------------------------------------------- | ---- | ----------------------- | ----------------------- | ----------------------- | ----------------------- | ----------------------- | ----------------------- | ----------------------- | ------------------------- |
| «I Heart?»                                                                       | 2008 | —                       | —                       | —                       | —                       | —                       | —                       | —                       | Beautiful Eyes — EP       |
| «You’re Not Sorry»                                                               | 2008 | 11                      | —                       | —                       | 11                      | —                       | —                       | —                       | Fearless                  |
| «Crazier»                                                                        | 2009 | 17                      | —                       | 57                      | 67                      | —                       | —                       | 100                     | Hannah Montana: The Movie |
| «American Girl»                                                                  | 2009 | —                       | —                       | —                       | —                       | —                       | —                       | —                       | без альбома               |
| «Speak Now»                                                                      | 2011 | 8                       | 58                      | 20                      | 8                       | —                       | 34                      | —                       | Speak Now                 |
| «If This Was A Movie»                                                            | 2011 | 10                      | —                       | —                       | 17                      | —                       | —                       | 191                     | Speak Now                 |
| «Superman»                                                                       | 2011 | 26                      | —                       | —                       | 82                      | —                       | —                       | —                       | Speak Now                 |
| «State Of Grace»                                                                 | 2012 | 13                      | —                       | 44                      | 9                       | 43                      | 20                      | 36                      | Red                       |
| «The Moment I Knew»                                                              | 2012 | 64                      | 16                      | —                       | 58                      | —                       | —                       | 197                     | Red                       |
| «Come Back…Be Here»                                                              | 2012 | —                       | —                       | —                       | 64                      | —                       | —                       | 188                     | Red                       |
| «Girl At Home»                                                                   | 2012 | —                       | —                       | —                       | 75                      | —                       | —                       | —                       | Red                       |
| «Welcome To New York»                                                            | 2014 | 48                      | —                       | 23                      | 19                      | 55                      | 6                       | 39                      | 1989                      |
| «Wonderland»                                                                     | 2015 | 51                      | —                       | 84                      | 59                      | —                       | —                       | 171                     | 1989                      |
| «You Are In Love»                                                                | 2015 | 83                      | —                       | —                       | 99                      | —                       | —                       | —                       | 1989                      |
| «Call It What You Want»                                                          | 2017 | 27                      | —                       | 16                      | 24                      | 44                      | 34                      | 29                      | Reputation                |
| «The Archer»                                                                     | 2019 | 38                      | —                       | 19                      | 41                      | 31                      | 28                      | 43                      | Lover                     |
| Знак «—» обозначает, что сингл не вошёл в чарт или не был издан в данной стране. |      |                         |                         |                         |                         |                         |                         |                         |                           |

## Другие песни в чартах

### 2000-е
| Название                                                                            | Год  | Высшая позиция в чарте | Высшая позиция в чарте | Высшая позиция в чарте | Высшая позиция в чарте | Высшая позиция в чарте | Высшая позиция в чарте | Сертификации    | Альбом                              |
| Название                                                                            | Год  | US                     | US Country             | US Pop                 | AUS                    | CAN                    | UK                     | Сертификации    | Альбом                              |
| ----------------------------------------------------------------------------------- | ---- | ---------------------- | ---------------------- | ---------------------- | ---------------------- | ---------------------- | ---------------------- | --------------- | ----------------------------------- |
| «I’m Only Me When I’m with You»                                                     | 2007 | —                      | —                      | 80                     | —                      | —                      | —                      | - RIAA: Платина | Taylor Swift                        |
| «Invisible»                                                                         | 2007 | —                      | —                      | —                      | —                      | —                      | —                      | - RIAA: Золото  | Taylor Swift                        |
| «Last Christmas»                                                                    | 2007 | —                      | 28                     | —                      | —                      | —                      | —                      |                 | The Taylor Swift Holiday Collection |
| «Santa Baby»                                                                        | 2007 | —                      | 43                     | —                      | —                      | —                      | —                      |                 | The Taylor Swift Holiday Collection |
| «White Christmas»                                                                   | 2007 | —                      | 59                     | —                      | —                      | —                      | —                      |                 | The Taylor Swift Holiday Collection |
| «Silent Night»                                                                      | 2007 | —                      | 54                     | —                      | —                      | —                      | —                      |                 | The Taylor Swift Holiday Collection |
| «Christmases When You Were Mine»                                                    | 2007 | —                      | 48                     | —                      | —                      | —                      | —                      |                 | The Taylor Swift Holiday Collection |
| «Umbrella»                                                                          | 2008 | —                      | —                      | 79                     | —                      | —                      | —                      |                 | iTunes Live from SoHo               |
| «Hey Stephen»                                                                       | 2008 | 94                     | —                      | —                      | —                      | —                      | —                      | - RIAA: Золото  | Fearless                            |
| «Tell Me Why»                                                                       | 2008 | —                      | —                      | —                      | —                      | —                      | —                      |                 | Fearless                            |
| «The Way I Loved You»                                                               | 2008 | 72                     | —                      | —                      | —                      | —                      | —                      | - RIAA: Золото  | Fearless                            |
| «Forever & Always»                                                                  | 2008 | 34                     | —                      | —                      | —                      | 37                     | —                      | - RIAA: Платина | Fearless                            |
| «The Best Day»                                                                      | 2008 | —                      | 56                     | —                      | —                      | —                      | —                      | - RIAA: Золото  | Fearless                            |
| «Crazier»                                                                           | 2009 | 17                     | —                      | 11                     | 57                     | 67                     | 100                    | - RIAA: Платина | Hannah Montana: The Movie           |
| «Jump then Fall»                                                                    | 2009 | 10                     | 59                     | —                      | 98                     | 14                     | —                      | - RIAA: Золото  | Fearless: Platinum Edition          |
| «Untouchable»                                                                       | 2009 | 19                     | —                      | —                      | —                      | 23                     | —                      |                 | Fearless: Platinum Edition          |
| «Come In with the Rain»                                                             | 2009 | 30                     | —                      | —                      | —                      | 40                     | —                      |                 | Fearless: Platinum Edition          |
| «SuperStar»                                                                         | 2009 | 26                     | —                      | —                      | —                      | 35                     | —                      |                 | Fearless: Platinum Edition          |
| «The Other Side of the Door»                                                        | 2009 | 23                     | —                      | —                      | —                      | 30                     | —                      |                 | Fearless: Platinum Edition          |
| Знак «—» обозначает, что песня не попала в чарт или не была издана в данной стране. |      |                        |                        |                        |                        |                        |                        |                 |                                     |

### Комментарии
1. ↑  «The Last Time» не попал в чарт Billboard Hot 100, но достиг 3-го места в Bubbling Under Hot 100[77]
2. ↑  «End Game» не попал в чарт NZ Top 40 Singles Chart, но достиг 2-го места в NZ Heatseeker Singles Chart[106]
3. ↑  «Getaway Car»  не попал в чарт NZ Top 40 Singles Chart, но достиг 9-го места в NZ Hot Singles Chart[113]
4. ↑  «Christmas Tree Farm» не попал в чарт NZ Top 40 Singles Chart, но достиг 9-го места в NZ Hot Singles Chart[123]
5. ↑  «Message in a Bottle» не попал в чарт NZ Top 40 Singles Chart, но достиг 12-го места в NZ Hot Singles Chart[138]
6. ↑  «Babe» не попал в чарт NZ Top 40 Singles Chart, но достиг 10-го места в NZ Heatseeker Singles Chart[154]
7. ↑  «Gasoline» не попал в чарт NZ Top 40 Singles Chart, но достиг 23-го места в NZ Hot Singles Chart[155]
8. ↑  "Renegade" did not enter the NZ Top 40 Singles Chart, but it peaked at number 3 on the NZ Hot Singles Chart.[156]
9. ↑  «The Alcott» не попала в чарт NZ Top 40 Singles Chart, но достигла 5-го места NZ Hot Singles Chart[157]
10. ↑  Чарт Pop 100 был прекращен в 2009 году.
11. ↑  Песня «I’m Only Me When I’m with You» не вошла в чарт Billboard Hot 100, но достигла 15-го места в Bubbling Under Hot 100[77].
12. ↑  Песня «Invisible» не вошла в чарт Billboard Hot 100, но достигла 3-го места в Bubbling Under Hot 100[77].
13. ↑  Песня «Umbrella» не вошла в чарт Billboard Hot 100, но достигла 4-го места в Bubbling Under Hot 100[77].
14. ↑  Песня «Tell Me Why» не вошла в чарт Billboard Hot 100, но достигла 1-го места в Bubbling Under Hot 100[77].
15. ↑  Песня «The Best Day» не вошла в чарт Billboard Hot 100, но достигла 3-го места в Bubbling Under Hot 100[77].